# Where Mathematics Comes From
Where Mathematics Comes From: How the Embodied Mind Brings Mathematics into Being é uma obra teórica de George Lakoff e Rafael E. Núñez publicada em 2000. O livro busca fundar uma ciência cognitiva da matemática, uma teoria da matemática corporificada baseada na metáfora conceptual.

## Definição de matemática
A matemática compõe uma parte do sistema conceitual humano que é especial da seguinte maneira:
| “                  | É preciso, consistente, estável ao longo do tempo e das comunidades humanas, simbolizável, calculável, generalizável, universalmente disponível, consistente em cada um de seus assuntos e eficaz como uma ferramenta geral para descrição, explicação e previsão em um grande número de atividades cotidianas [variando de] esportes, construção, negócios, tecnologia e ciência. | ” |
| — WMCF, página 50. | |   |

Nikolai Lobachevsky disse: "Não há ramo da matemática, por mais abstrato que seja, que um dia não possa ser aplicado aos fenômenos do mundo real." Um tipo comum de processo de combinação conceitual parece aplicar-se a todo o processo matemático.

## Cognição humana e matemática
O propósito declarado de Lakoff e Núñez é começar a lançar as bases para uma compreensão verdadeiramente científica da matemática, fundamentada em processos comuns a toda a cognição humana. Eles descobriram que quatro processos distintos, mas relacionados, estruturam metaforicamente a aritmética básica: coleta de objetos, construção de objetos, uso de uma régua de medição e movimento ao longo de um caminho.
WMCF baseia-se em livros anteriores de Lakoff (1987) e Lakoff e Johnson (1980, 1999), que analisam tais conceitos de metáfora e esquemas de imagem da ciência cognitiva de segunda geração.
Lakoff e Núñez sustentam que a matemática resulta do aparato cognitivo humano e, portanto, deve ser compreendida em termos cognitivos. WMCF defende (e inclui alguns exemplos de) uma análise de ideias cognitivas da matemática que analisa ideias matemáticas em termos de experiências humanas, metáforas, generalizações e outros mecanismos cognitivos que lhes dão origem. Uma educação matemática padrão não desenvolve tais técnicas de análise de ideias porque não busca considerações de a) quais estruturas da mente permitem que ela faça matemática ou b) a filosofia da matemática.